# Armenischer Friedhof (Pangaltı)

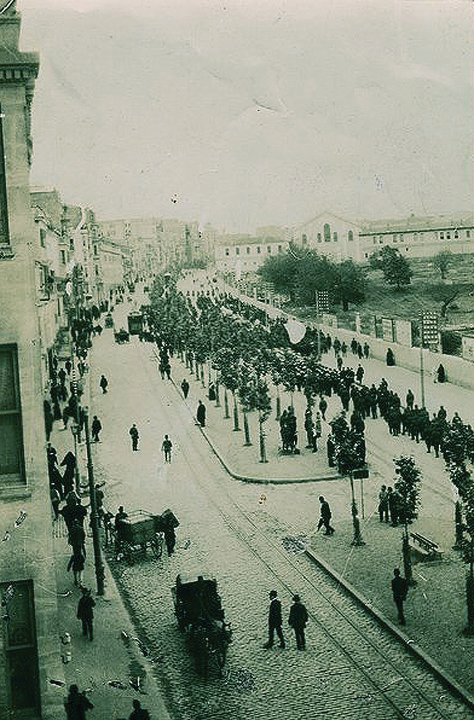
Beerdigungsprozession vor dem Armenischen Friedhof Pangaltı (Surp-Hagop-Friedhof) 1913.

Der Armenische Friedhof Pangaltı (armenisch Սուրբ Հակոբ հայկական գերեզմանատուն) von 1551 befand sich im Konstantinopler Viertel Pangaltı (heute: Elmadağ) am Taksim-Platz und gehörte dem Surp-Agop-Krankenhaus. An seiner Stelle stehen heute die Hotels Divan, Hilton und Hyatt, ein Teil des Gezi-Parks sowie das Gebäude des Türkischen Rundfunks (TRT).
Er war Teil eines großen, konfessionell gemischten Friedhofsareals im Norden Taksims. Der Friedhof war der größte nichtmuslimische Friedhof in der Geschichte Istanbuls.

## Geschichte
Der Pangaltı-Friedhof wurde 1560 gegründet, nachdem eine Epidemie die armenische Gemeinde dazu brachte, sich an Sultan Süleyman I. zu wenden. Wegen seines armenischen Kochs, Manouk Karaseferyan aus Van, der ihm das Leben gerettet hatte, nahm Süleyman das Gesuch zum Bau des Friedhofs an. Er wurde 1780 vergrößert und 1853 von einer Mauer umschlossen. Der Bezirk Pera lag nahe am Friedhof, sodass ein Ausbruch von Cholera 1865 die osmanische Regierung dazu verleitete, Beerdigungen zu verbieten und sie stattdessen im armenischen Şişli-Friedhof abhalten zu lassen. Auf Wunsch der meist europäisch-christlichen Bewohner Peras wurde in 1869 ein Teil des armenischen Friedhofsgeländes in einen der ersten öffentlichen Parks Istanbuls, den Taksim Garten, umfunktioniert.
Der restliche Pangaltı-Friedhof wie auch der benachbarte muslimische Friedhof Ayaspaşa Mezarlığı wurde im Zuge der Restrukturierungen Taksims durch Henri Prost überbaut. 1939 wurden die Marmorgrabsteine verkauft und beim Bau der Säulen und Treppen des Gezi-Parks verwendet. Andere Teile des Friedhofs wurden beim Aufbau des Eminönü-Platzes verwendet, der wie der Gezi-Park vom französischen Stadtplaner und Architekten Henri Prost erbaut wurde.
Während der Grabungsarbeiten für die Renovierung des neuen Taksim-Platzes wurden 16 Grabsteine des armenischen Pangalti-Friedhofs entdeckt.

## Rechtssache
1932 reichte Mesrob Naroyan, der Armenische Patriarch von Konstantinopel, eine Klage für die Rückgabe des Eigentums ein, da die Istanbuler Stadtverwaltung den Friedhof für sich beanspruchte. Die Stadtverwaltung begründete dies damit, dass das Patriarchat keine Grundstücksurkunde besitze. Das Patriarchat gab an, dass es trotz des Fehlens solch einer Urkunde trotzdem das Recht habe den Friedhof zu besitzen, da das türkische Gesetz den Erwerb solch einer Grundstücksurkunde erlaubte, wenn ein Grundstück über einen Zeitraum von mehr als 15 Jahren unanfechtbar besetzt war. Da dies beim Patriarchat, als langjähriger Nießbraucher des Friedhofs, gegeben war, beanspruchte es das Eigentum für sich.
Aufgrund der Ergebnisse einer Kommission, die den Fall untersuchte, befand das Gericht am 9. Juli 1932 jedoch die Argumentation des Patriarchaten als gegenstandslos, wodurch die Armenier den Friedhof verloren.